# Carolina Soto Cepeda
Carolina Soto Cepeda (Cali, Valle del Cauca, Colombia, 12 de mayo de 1985) es una periodista, presentadora, modelo y empresaria colombiana que alcanzó figuración en la sección de entretenimiento de Noticias RCN. Posteriormente pasó al Canal 1 y actualmente copresenta el programa matinal de Caracol Televisión, Día a día

## Familia
Carolina se casó con Germán González el 7 de septiembre de 2013 en la ciudad de Cali.
El matrimonio tiene 2 hijos:
- Valentino, nacido el 12 de enero de 2017.
- Violetta, nacida el 23 de agosto de 2018.

Sus hijos nacieron mediante cesárea (en la ciudad de Bogotá), debido a que Carolina tuvo una complicación en su primer embarazo que no le permitió dar a luz naturalmente.

## Biografía
Es hija de Juan Carlos Soto y Jackeline Cepeda. Su padre fue asesinado cuando ella era aún una niña. Estudió Comunicación Social y Periodismo en la Pontificia Universidad Javeriana. Inició su carrera en la televisión en Telepacífico cuando aún estaba realizando su carrera universitaria.
Entre 2009 y 2017 estuvo vinculada a RCN Televisión como presentadora de farándula de Noticias RCN. De allí pasó al programa matutino del Canal 1 Acá entre nos, del que se retiró en enero de 2018. A partir del 5 de marzo, se incorporó al elenco del magazín de Caracol Televisión Día a día.

## Filmografía

### Programas
| Año           | Título                 | Rol          | Canal              |
| ------------- | ---------------------- | ------------ | ------------------ |
| 2018-presente | Dia a Dia              | Presentadora | Caracol Televisión |
| 2017          | Acá entre nos          | Presentadora | Canal 1            |
| 2009-2017     | Noticias RCN           | Presentadora | RCN Televisión     |
|               | Noticiero del Pacífico | Presentadora | Telepacífico       |
|               | TVModa                 | Presentadora | Canal 14           |
|               | Noti5                  | Presentadora | Telepacífico       |

## Premios y/o nominaciones

### Premios TVyNovelas
| Año  | Premio                          | Resultado |
| ---- | ------------------------------- | --------- |
| 2014 | Mejor Presentadora de Farándula | Nominada  |
| 2015 | Mejor Presentadora de Farándula | Nominada  |